# XLSM
 (septembre 2020).
Si vous disposez d'ouvrages ou d'articles de référence ou si vous connaissez des sites web de qualité traitant du thème abordé ici, merci de compléter l'article en donnant les références utiles à sa vérifiabilité et en les liant à la section « Notes et références ».
.xlsm est une extension de nom de fichier pour tableur au format de Office Open XML.
Ce format est identique au format .xlsx, mais avec macros incorporées.
Il est utilisé pour la première fois avec la suite bureautique Microsoft Office 2007.